# Бигла
Бигла (мкд. Бигла) је насеље у Северној Македонији, у источном делу државе. Бигла је у саставу општине Делчево.

## Географија
Бигла је смештена у источном делу Северне Македоније. Од најближег града, Делчева, насеље је удаљено 15 km западно.
Насеље Бигла се налази у историјској области Пијанец. Насеље се развило на севеозападним падинама планине Голак, док северно од ње протиче река Брегалница. Надморска висина насеља је приближно 780 метара. 
Месна клима је планинска због знатне надморске висине.

## Становништво
Бигла је према последњем попису из 2002. године имала 274 становника.
Претежно становништво у насељу су етнички Македонци (99%), а остало су Срби.
Већинска вероисповест месног становништва је православље.